# Cantone di Plonéour-Lanvern
Il Cantone di Plonéour-Lanvern è una divisione amministrativa dell'arrondissement di Quimper.
È stato costituito a seguito della riforma approvata con decreto del 13 febbraio 2014, che ha avuto attuazione dopo le elezioni dipartimentali del 2015.

## Composizione
Comprende i seguenti 16 comuni:
- Combrit
- Gourlizon
- Guiler-sur-Goyen
- Île-Tudy
- Landudec
- Peumerit
- Plogastel-Saint-Germain
- Plomeur
- Plonéour-Lanvern
- Plovan
- Plozévet
- Pouldreuzic
- Saint-Jean-Trolimon
- Tréguennec
- Tréméoc
- Tréogat